# Daisy Bates
Pour les articles homonymes, voir Daisy Bates (homonymie) et Bates.
 (novembre 2018).
Si vous disposez d'ouvrages ou d'articles de référence ou si vous connaissez des sites web de qualité traitant du thème abordé ici, merci de compléter l'article en donnant les références utiles à sa vérifiabilité et en les liant à la section « Notes et références ».
Daisy May Bates, née O'Dwyer (16 octobre 1859 – 18 avril 1951), est une journaliste australienne d'origine irlandaise et une anthropologue ayant étudié la société et la culture des Aborigènes d'Australie.

## Enfance
Margaret Dwyer, qui portera plus tard le nom de Daisy Bates, naît le 16 octobre 1859 dans le comté de Tipperary, en Irlande. Sa mère Bridget, née Hunt, meurt de tuberculose le 20 février 1864. Sept mois plus tard, son père épouse en secondes noces Mary Dillon et meurt peu de temps après l’arrivée du couple aux États-Unis où ils ont décidé d’immigrer, dans un premier temps sans leurs enfants. Les récits que Bates donnera de ses premières années en Irlande sont très éloignés de la réalité. Elle n’a pas, comme elle le prétend, grandi dans un milieu aisé. Orpheline et pauvre, elle a été élevée par plusieurs membres de sa famille avant de recevoir, à partir de 9 ans, une éducation à l’École gratuite pour filles catholiques de Roscrea, fondée et dirigée par l’ordre du Sacré-Cœur.

## Arrivée en Australie
Le 22 novembre 1882, âgée de 23 ans, elle émigre en Australie à bord de l’Almora. Elle modifie alors son nom et se fait appeler Daisy May O’Dwyer. Selon ses propres dires, c’est pour des raisons de santé qu’elle quitte l’Europe. Selon Susanna de Vries, dont la biographie s’attache à reconstituer les premières années de sa vie, il est plus probable que la promesse non tenue d’un mariage avantageux avec Ernest Baglehole, marin de bonne famille, l’ait convaincue que les préjudices attachés à sa condition d’Irlandaise l’empêcheront de se sortir de la pauvreté tant qu’elle demeurera en Grande-Bretagne. Pour profiter d’un substantielle réduction de prix, elle embarque donc sur l’Almora en prétendant avoir 20 ans. Elle racontera avoir bénéficié du luxe conféré aux passagers de première classe alors qu’elle partage la vie d’autres orphelines dans les soutes du navire.
En Australie, Bates s’installe d’abord à Townsville, dans l’état du Queensland. Elle y est sans doute aidée par George Henry Staton, évêque du Nord du Queensland. Après quelque temps passés dans la propriété agricole de la famille Hann, elle voyage en Tasmanie, puis retourne dans le Queensland.
Le 13 mars 1884, elle épouse le poète et cavalier Edwin Murrent, connu plus tard sous le nom de Harry « Breaker » Morant. Comme Daisy, l’éducation qu’il a reçue en Grande-Bretagne lui permet de cacher sa pauvreté ; comme elle, il espère trouver dans le mariage une stabilité financière. Dans ces conditions de duperie réciproque, l’union ne dure que quelques semaines. Bates se sépare de Morant, l’accusant de ne pas avoir payé les frais liés à la noce et d’être, par ailleurs, un voleur de bétail.
Peu de temps après, Bates déménage en Nouvelle-Galles du Sud où elle trouve un nouvel emploi de gouvernante chez Catherine Bates. Le 17 février 1885, elle épouse John (Jack) Bates, un des six enfants de Catherine. Tout comme Morant, Jack Bates est dompteur de chevaux sauvages. Il conduit de larges troupeaux à travers le bush australien. Son premier mariage n’ayant pas donné lieu à un divorce, Daisy Bates devient, avec celui-ci, bigame. Au reste, elle trouve le temps de se marier à Ernest C Baglehole, en escale à Sydney, le 10 juin 1885.
Le 26 août 1886, naît Arnold Hamilton Bates, à Bathurst, en Nouvelle Galles du Sud. Pendant six ans, Bates occupe plusieurs postes de gouvernante, ne rencontrant son mari Jack que de façon irrégulière. En février 1894, elle repart pour l’Angleterre et exige de Jack, comme condition à son retour, qu’il achète une propriété où la famille puisse s’installer. Elle restera cinq ans en Angleterre. On n’ignore précisément les conditions de sa vie à Londres. Elle y acquiert les rudiments du journalisme à la suite de sa rencontre avec William Thomas Stead, un propriétaire de presse et philanthrope.

## Engagement en faveur des peuples aborigènes
Alors que Daisy Bates se prépare à retourner en Australie, elle écrit au journal The Times pour proposer de mener une enquête complète sur la cruauté des colons de l'Australie Occidentale envers les Aborigènes et de transmettre au journal ses conclusions. Sa proposition est acceptée, et elle fait de nouveau route vers l'Australie en 1899.
Dès lors, sa vie se confond avec son implication en faveur des peuples aborigènes et elle s'engage dans cette étude à titre professionnel. Elle y consacrera plusieurs décennies à étudier leur mode de vie, leurs coutumes, leur histoire, leurs croyances. Elle entre ainsi dans le cercle des anthropologues amateurs, non issus d'un cursus universitaire, mais qui auront passé un nombre considérable d’années en contact direct avec leurs sujets. Leurs méthodes de collecte et d’analyses seront souvent critiquées par les professionnels de la discipline, à l'époque peu nombreux, mais tous masculins.
Vivant le plus souvent sous une tente, dans de petits campements d’Australie Occidentale, aux abords de la plaine de Nullarbor et particulièrement à Ooldea, en Australie Méridionale, Bates devient, de son vivant, une icône de la culture australienne. Elle est reconnue pour sa volonté de se conformer, au milieu du bush australien, à des règles vestimentaires strictes liées à la mode de l’Angleterre de la fin du XIXe siècle. De nombreuses photos la montrent habillée élégamment, portant robes, gants et chapeaux en plein milieu du désert.
Bates a poursuivi ses recherches sur les Aborigènes et écrit des millions de mots sur le sujet. En dépit de sa fascination pour les modes de vie autochtones, Bates était convaincue de la supériorité de l’Empire britannique sur toute autre forme de culture et du fait que les Aborigènes d’Australie formaient une communauté en voie de disparition. Elle s’est violemment opposée à la politique d’assimilation. Elle éprouvait une aversion pour les métis, allant jusqu’à écrire dans le Sunday Times de Perth, le 12 juin 1921, qu'« à de très rares exceptions près, et quel que soit l’âge auquel on commence à les élever, [ils valaient] mieux morts que vivants ».
Elle a, la plupart du temps sur ses propres deniers, contribué à l’amélioration du sort des Aborigènes qui la fréquentaient en leur proposant nourriture, vêtements et soins. Elle s’est battue contre l’exploitation sexuelle des femmes aborigènes par les Européens. La légende veut qu’elle ait menacé à plusieurs reprises d’un révolver des policiers qu’elle avait surpris en train de maltraiter des Aborigènes qu’elle estimait être sous sa protection.

### Australie Occidentale
Lors de son voyage de retour en Australie, elle rencontre Père Dean Martelli, un prêtre catholique, qui lui décrit les conditions difficiles auxquelles font face les Aborigènes. Une fois débarquée à Perth, elle retrouve Jack et Arnold. Elle place son fils en pension, rejoint son mari pour un voyage de plusieurs mois dans le nord de l’État puis commence une série de voyages qui lui permettront de collecter un grand nombre d’information sur les cultures aborigènes.
Elle rédige plusieurs articles sur les conditions de vie autour de Port Hedland, publiés dans diverses revues savantes et journaux locaux. L’expérience la conforte dans l’idée de consacrer le reste de sa vie à la connaissance des langues et cultures indigènes.
Elle participe à plusieurs voyages, dont celui qui la mène à la mission de Beagle Bay, près de Broome. Elle a alors 36 ans. Sur place, elle compile des dictionnaires d’environ deux mille mots chacun pour plusieurs langues, ainsi que les légendes et les mythes. En avril 1902, Bates accompagne son mari et son fils dans un voyage de six mois en vue de conduire près d’un millier de têtes de bétail de Broome à Perth. Cette expédition se conclut sur un fiasco économique et conjugal. Sans divorcer, elle se sépare définitivement de son mari et passera le reste de son existence dans les États d’Australie méridionale et occidentale, souvent très loin des milieux urbains. Ses observations la pousseront à dresser un bilan sans appel de la disparition inévitable des Aborigènes à la suite de l’écroulement de leurs repères culturels, de l’introduction de maladies contre lesquelles ils ne peuvent lutter, et leur expulsion progressive des points d’eau traditionnels, essentiels à une survie en milieu désertique. Bates est particulièrement sensible au sort fait aux femmes, souvent objets d’un trafic sexuel important qui règne dans la région, en particulier le long de la ligne de chemin de fer reliant Kalgoorlie à Port Augusta.
En 1904, l’état d’Australie Occidentale lui commande une étude sur les langues, dialectes et coutumes de la région, un travail de compilation qui lui prendra six ans et qu’aujourd’hui plusieurs s’accordent à saluer la qualité. Ses travaux sont lus lors de séances tenues par la Royal Society et la Geographical Society.
En 1910-1911, elle accompagne l’anthropologue A.R. Brown (plus tard connu sous le nom de Alfred Radcliffe-Brown) et l’écrivain et biologiste E. L. Grant Watson dans le cadre d’une campagne ethnologique financée par l’Université de Cambridge. Brown et Bates entrent rapidement en conflit. Cette inimitié, compliquée par le fait que Brown, en dépit de plusieurs demandes, rendra un manuscrit de Bates avec des années de retard (et accompagné de nombreuses annotations critiques), durera plusieurs années. Bates, lors d’un symposium, accusera Brown de plagiat.

### Protectrice des Aborigènes
En 1912, le titre officiel de Protectrice des Aborigènes lui est décerné. Elle s’installe à Eucla, une bourgade ayant servi de relai au système télégraphique, mais qui déjà à l’époque faisait figure de quasi ville-fantôme. Plus tard, elle s’installe à Ooldea, le long de la ligne du Trans-Australien. Pendant les seize ans passés à Ooldea, elle finance sur ses propres deniers un programme d’aide alimentaire et médicale. Pour maintenir une source de revenus qui parfois lui fera défaut, elle vend une propriété acquise en Australie Occidentale et publie de nombreux articles pour la presse et les sociétés savantes. Cette expérience contribuera à sa célébrité.
En août 1933, le gouvernement du Commonwealth sollicite l’avis de Bates sur les affaires aborigènes lors d’une conférence qui se tient à Canberra et à laquelle elle se rend. Une pension continue de lui être refusée mais le roi George V la nomme Commandeur de l’Empire Britannique. À Ooldea, une mission s’installe et l’influence de Bates auprès des Aborigènes diminue.

### Australie méridionale
Sa santé, son âge, et l’abandon progressif des Aborigènes finissent par l’obliger à quitter Ooldea pour rejoindre Adelaïde où, avec l’aide d’Ernestine Hill, elle produit une nouvelle série d’articles publiés dans la presse australienne sous le titre général de My Natives and I.
Âgée de 71 ans, elle continue de se rendre chaque jour dans son bureau mis à sa disposition par le journal The Advertiser. Plus tard, le gouvernement du Commonwealth lui attribue un traitement hebdomadaire de 4 dollars australiens fin de classer ses archives et de préparer le manuscrit d’un livre. Sans ressources supplémentaires, il lui est impossible de demeurer à Adelaïde et elle déménage dans la petite ville de Pyap, le long du fleuve Murray, où elle plante sa tente et installe sa machine à écrire.
En 1938, elle publie The Passing of the Aborigines en collaboration avec Ernestine Hill. Si l’ouvrage devient rapidement populaire auprès du grand public (il sera distribué en Grande-Bretagne et aux USA), il devient sujet à controverse au sein de la communauté scientifique en raison de ses positions renouvelées à propos de pratiques cannibales.

### Dernières années
En 1941, elle reprend sa vie sous une tente au Wynbring Siding, situé à l’est d’Ooldea. Elle y reste de manière intermittente jusqu’à ce qu’en 1945, sa santé l’oblige à retourner de manière définitive à Adelaïde.
En 1918, elle avait tenté, par l’intermédiaire de l’armée australienne, de reprendre contact avec son fils Arnold qui, à l’époque, était soldat en France. Elle renouvelle sa tentative en 1949, toujours par l’intermédiaire de l’armée et RSL. Arnold habite alors en Nouvelle-Zélande et se refuse à avoir le moindre lien avec sa mère.
Daisy Bates meurt le 18 avril 1951 à l’âge de 91 ans. Elle est enterrée à Adelaïde. Un épisode de sa biographie a donné lieu à un opéra intitulé The Young Kabbarli par Margaret Sutherland en 1964.

## Publications
- The Native tribes of Western Australia[4]
- Journal, Daisy Gatson Bates[5]
- The Passing of the Aborigines[6]
- My natives and I[7]

## Distinctions
- Élevée au rang de Commandeur de l'Ordre de l'Empire britannique (CBE)